# Andreas Lubitz
Andreas Günter Lubitz (ur. 18 grudnia 1987, zm. 24 marca 2015 w Prads-Haute-Bléone) – niemiecki pilot linii lotniczych Germanwings, należących do grupy Lufthansy.
Lubitz był drugim pilotem w momencie wypadku Germanwings 9525, który wydarzył się 24 marca 2015 roku na terenie Alp. Wypadku nikt nie przeżył. Prowadzone śledztwo od początku kierowało się ku tezie, że Lubitz celowo skierował samolot ku ziemi i jest odpowiedzialny za śmierć swoją i 149 innych osób.
Lubitz leczył się kilkukrotnie na depresję, a pogarszający się wzrok mógł przekreślić jego dalszą karierę jako pilota. Jego marzeniem było zostać kapitanem w liniach lotniczych Lufthansa. Ukrywał jednak przed pracodawcą pogarszający się stan zdrowia. Między innymi zniszczył zwolnienie lekarskie, które obejmowało dzień wypadku. Uważa się, że w trakcie realizacji swojego samobójczego planu znajdował się w depresji. Po tragedii wielu przewoźników (także PLL LOT) zdecydowało się wprowadzić obowiązek przebywania w kokpicie minimum dwóch upoważnionych osób w czasie całego lotu.
13 marca 2016 francuska komisja ds. badania wypadków lotniczych (Bureau d’Enquêtes et d’Analyses pour la sécurité de l’aviation civile, BEA), przedstawiła raport końcowy dotyczący wypadku. Komisja potwierdziła, że Andreas Lubitz działał celowo – po odczekaniu aż kapitan wyjdzie z kokpitu zablokował drzwi wejściowe i skierował samolot na zbocze góry.

## Życie prywatne
Lubitz dorastał w Neuburgu an der Donau, a później w Montabaur. Jego matka uczyła gry na pianinie, a ojciec był przedsiębiorcą. Kiedy Andreas był w średniej szkole pracował w Burger Kingu, gdzie jego szef opisał go jako „niezawodnego i ponadprzeciętnego pod każdym względem”. W czasie nauki brał lekcje w Luftsportclub Westerwald, który był klubem lotnictwa w Montabaur.
Andreas Lubitz pochowany został w Montabaur. Pierwotnie na nagrobku widniało tylko jego imię – taka była decyzja rodziny, która obawiała się, że grób może być dewastowany. Według źródeł z 2016 roku na nagrobku znalazło się również nazwisko.